# Microcebus bongolavensis
Microcebus bongolavensis är en primat i släktet musmakier som förekommer på nordvästra Madagaskar.
Arten når en kroppslängd (huvud och bål) av 9 till 12,2 cm, en svanslängd av 14,7 till 17,4 cm och en vikt av cirka 55 g. Angående pälsfärgen liknar arten Microcebus ravelobensis. Däremot har Microcebus bongolavensis mera gråaktig päls. På ovansidan förekommer vanligen en skugga som kan ha samma färg som rödvin eller orange. Liksom hos alla musmakier finns ett vitt streck på näsan. Övriga delar av ansiktet är antingen helt rödbruna eller det finns bara en trekantig rödbrun fläck över varje öga. På de vita händer och fötter förekommer bara ett fåtal hår.
Denna primat lever bara i några mindre ursprungliga skogar i bergstrakter på nordvästra Madagaskar. Andra delar av skogarna blev avverkade. Utbredningsområdet uppskattas vara mindre än 1100 km².
Trots artens sällsynthet jagas den fortfarande av människor. Dessutom hotas den av ytterligare skogsröjningar. IUCN listar Microcebus bongolavensis som starkt hotad (EN).